# Вяжище (Ленинградская область)
Вяжище — деревня в Серебрянском сельском поселении Лужского района Ленинградской области.

## История
Впервые упоминается в писцовых книгах Шелонской пятины 1498 года, как деревня Вежища близ озера Лукомского в Дремяцком погосте Новгородского уезда.
Как деревня Вяжище она обозначена на карте Санкт-Петербургской губернии Ф. Ф. Шуберта 1834 года.

ВЯЖИЩЫ — деревня принадлежит графине, надворной советнице Катерине Салтыковой, число жителей по ревизии: 6 м. п., 7 ж. п. (1838 год)

Деревня Вяжище отмечена на карте профессора С. С. Куторги 1852 года.

ВЯЖИЩА — деревня графини Салтыковой, по просёлочной дороге, число дворов — 4, число душ — 17 м. п. (1856 год)

Согласно X-ой ревизии 1857 года деревня состояла из двух частей:

1-я часть: число жителей — 7 м. п., 8 ж. п.
  
2-я часть: число жителей — 8 м. п., 7 ж. п.

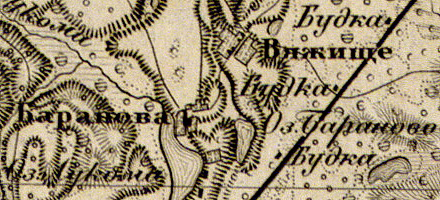
Деревня Вяжище на карте 1863 года

Согласно карте из «Исторического атласа Санкт-Петербургской Губернии» 1863 года деревня называлась Вяжище.
Согласно подворной описи Карповского общества Кологородской волости 1882 года, деревня состояла из двух частей:
 
1) бывшее имение Энгельгардт, домов — 6, душевых наделов — 7, семей — 8, число жителей — 14 м. п., 15 ж. п.; разряд крестьян — собственники.
  
2) бывшее имение Самариной, домов — 8, душевых наделов — 8, семей — 3, число жителей — 8 м. п., 9 ж. п.; разряд крестьян — собственники.
Согласно материалам по статистике народного хозяйства Лужского уезда 1891 года, имение при селении Вяжище площадью 455 десятин принадлежало надворному советнику В. М. Яковлеву, имение было приобретено в 1885 году за 10 000 рублей.
В XIX — начале XX века деревня административно относилась к Кологородской волости 2-го земского участка 2-го стана Лужского уезда Санкт-Петербургской губернии.
По данным «Памятной книжки Санкт-Петербургской губернии» за 1905 год деревня называлась Вяжищи и входила в Корповское сельское общество. Землёй в деревне владели: крестьянин Яков Иванов с товарищами — 178 десятин и крестьянин Семён Лаврентьев — 268 десятин.

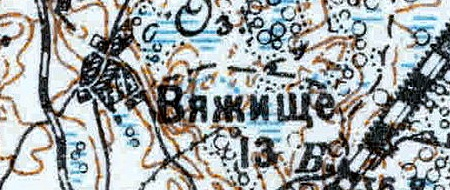
Деревня Вяжище карте 1926 года

Согласно топографической карте 1926 года деревня насчитывала 13 дворов.
По данным 1933 года деревня называлась Вяжище и входила в состав Смердовского сельсовета Лужского района.
Деревня была освобождена от немецко-фашистских оккупантов 5 февраля 1944 года.
По данным 1966 года деревня Вяжище также входила в состав Смердовского сельсовета.
По данным 1973 и 1990 годов деревня Вяжище входила в состав Серебрянского сельсовета.
В 1997 году в деревне Вяжище Серебрянской волости проживали 4 человека, в 2002 году — 6 человек (все русские).
В 2007 году в деревне Вяжище Серебрянского СП проживали 3 человека.

## География
Деревня расположена в южной части района к северу от автодороги 41К-146 (Городок — Серебрянский).
Расстояние до административного центра поселения — 20 км.
Находится к западу от железнодорожной линии Луга — Псков. Ближайший остановочный пункт — платформа 147 км. Расстояние до ближайшей железнодорожной станции Луга I — 10 км.
Деревня расположена к северо-востоку от озера Лукома.

## Демография
| 1838 | 1997 | 2007 | 2010 | 2017 |
| ---- | ---- | ---- | ---- | ---- |
| 13   | ↘4   | ↘3   | ↗7   | ↗15  |

## Улицы
Верхняя, Нижняя, Околица, Старая.